# HD 203344
HD 203344，又名BD+23 4294，SAO 89640、HR 8165，是一颗恒星，视星等为5.57，位于銀經73.1，銀緯-18.06，其B1900.0坐标为赤經21h 16m 33.1s，赤緯+23° -18.06′ 5″。